# Guccifer
Marcel Lehel Lazare (né en 1971/1972), connu sous le pseudonyme de Guccifer, est un hacker roumain célèbre pour avoir piraté les adresses électroniques de la famille Bush, des dirigeants roumains et d'autres personnalités.
Lehel fait parler de lui pour la première fois dans les médias en février 2013 après que le site The Smoking gun annonce qu'il est responsable de violations de sécurité informatique de haut niveau aux États-Unis et en Roumanie, en particulier le piratage du compte AOL de Dorothy Bush Koch, la sœur de l'ancien président George W. Bush. Des photos de famille de l'ancien président George H. W. Bush, qui se trouvait à l’hôpital à l'époque, ont été diffusées sur internet. Il a également distribué un autoportrait peint par George W. Bush. Il a par la suite piraté un certain nombre de comptes AOL, Yahoo!, Flickr et Facebook, ce qui lui permit l’accès à des informations sur des hauts responsables actuels et anciens du gouvernement.
En janvier 2014, Lehel est condamné à sept ans d'emprisonnement en Roumanie, son pays d'origine, après avoir été jugé coupable de piratage de responsables roumains. Il est ensuite extradé de la Roumanie vers les États-Unis,, où il est inculpé par le gouvernement fédéral. Il est donc condamné à 52 mois de prison aux États-Unis. La Roumanie a réclamé qu'il finisse de purger sa peine dans son pays avant de retourner en prison aux États-Unis[réf. nécessaire].

## Contexte
Lehel a des parents roumain et hongrois. Il vivait dans le village de Sâmbăteni, qui fait partie de la commune de Păuliș, à l'est d'Arad, en Roumanie.

## Activité de piratage informatique
Lehel déclare que son pseudonyme Guccifer est un mélange de « Gucci » et « Lucifer » (une référence, dit-il, « au style de Gucci et à la lumière de Lucifer »)
Lehel n'a aucune expertise informatique particulière, mais a plutôt fait preuve de patience et de persévérance pour obtenir des informations confidentielles. Il n'a aucun équipement sophistiqué, seulement un ordinateur de bureau NEC maladroit et un téléphone portable Samsung, et aucune compétence particulière au-delà de ce qu'il avait découvert sur le Web. Il utilise une technique simple consistant à rechercher des informations sur ses victimes en ligne, puis à les utiliser pour deviner les réponses correctes aux questions de sécurité. Au moment de son arrestation en 2014, Lehel est un chauffeur de taxi au chômage.
Plus tard, Lehel  pirate le site Web de Colin Powell et accède à une correspondance de plusieurs années à partir d'un autre compte AOL. La correspondance comprend des informations financières personnelles ainsi que des courriers électroniques à George Tenet, Richard Armitage et John Negroponte. Après six mois d'essai et d'erreur, Lehel devine le mot de passe de la politicienne roumaine Corina Crețu et a accès à sa correspondance avec Powell.
Le pirate informatique cible également  la sénatrice américaine Lisa Murkowski, un haut responsable de l'ONU ; membres de la famille Rockefeller; d’anciens agents du FBI et des services secrets, ainsi que du frère de Barbara Bush, de l’animateur sportif CBS Jim Nantz et de l’ancienne Miss Maine Patricia Legere.
Le 20 mars 2013, USA Today annonce que Lehel a piraté avec succès le compte de messagerie de Sidney Blumenthal, ancien assistant de l'ancien président Bill Clinton. Il distribue des notes privées de Blumenthal à la secrétaire d'État Hillary Clinton concernant les récents événements en Libye, y compris l'attaque de Benghazi du 11 septembre 2012. Avant de distribuer les notes de service, il  copie et colle le texte dans ses propres nouveaux documents, puis les reformate avec des arrière-plans roses et la police Comic Sans. L'adresse IP du pirate informatique est attribuée à la Russie. Cependant, rien ne permet de savoir s'il s'agit de son emplacement réel ou s'il utilise un proxy pour cacher son véritable emplacement.
Au début de mai 2013, Lehel pirate des comptes en ligne appartenant à deux membres du Council on Foreign Relations, ainsi que des comptes appartenant à Adam Posen et son épouse et un autre appartenant à un ancien responsable du Federal Reserve Board.
Le 7 mai 2013, TSG annonce que Lehel a piraté le compte Twitter et le compte de messagerie de l'auteur de Sex and the City, Candace Bushnell. Bushnell passe plusieurs heures à se battre pour le contrôle des comptes, tandis que Lehel a publiquement publié des portions d'un manuscrit non publié sur le fil Twitter de Bushnell. Lehel envoie un courrier électronique à TSG, revendiquant le piratage informatique, en utilisant le compte AOL de l'acteur Rupert Everett.

## Poursuites et emprisonnement

### Arrestations et condamnations en Roumanie
Le 22 janvier 2014, Lehel, alors âgé de 40 ans, est arrêté à son domicile à Sâmbăteni, Județ d'Arad, par le service de police roumain DIICOT (département chargé des enquêtes sur les infractions de criminalité organisée et du terrorisme, Direcția de Investigare et son organisation criminelle),.
En 2014, un tribunal roumain condamne Lehel à quatre ans d'emprisonnement pour avoir accédé à des comptes de courrier électronique de personnalités publiques « dans le but d'obtenir des données confidentielles ».
Lehel a déjà un casier judiciaire en Roumanie, y est arrêté et condamné en 2011 pour « piratage des comptes de courrier électronique de starlettes et autres célébrités roumaines » sous le pseudonyme de Micul Fum (« petite fumée »). Il purge une peine distincte de trois ans en Roumanie pour ces crimes.
Dans une interview accordée au New York Times en novembre 2014, alors que Lehel est emprisonné dans le pénitencier d'Arad, le pirate informatique « a lu une longue déclaration manuscrite qui, selon lui, expliquait le but de son piratage informatique », qui comprend « une série de théories du complot des attentats terroristes du 11 septembre 2001, la mort de la princesse Diana en 1997 et des plans présumés d'un attentat nucléaire à Chicago en 2015 ». Lehel affirme que le monde est dirigé par les Illuminati et d'autres cabales.

### États-Unis: inculpation et extradition vers les États-Unis
Le 12 juin 2014, Lehel est mis en accusation par un grand jury fédéral devant le tribunal de grande instance des États-Unis pour le district de Virginie à Alexandria, sous neuf chefs d'accusation: trois chefs de fraude filaire et trois chefs d'accès non autorisé à des ordinateurs protégés. et un chef d'accusation pour vol d'identité aggravé, cyberharcèlement et entrave à la justice,,.
L'acte d'accusation l'accuse de :

« De décembre 2012 à janvier 2014, [Lehel] pirate les comptes de courrier électronique et de médias sociaux de victimes très médiatisées, notamment un membre de la famille de deux anciens présidents américains, un ancien membre du Cabinet américain, un ancien membre du Joint Chiefs of Staff et un ancien conseiller présidentiel. Après avoir obtenu un accès non autorisé à leur messagerie et à leurs comptes de médias sociaux, [Lehel] a publiquement rendu publiques la correspondance électronique de ses victimes, leurs informations médicales et financières, ainsi que leurs photographies personnelles. L'acte d'accusation allègue également qu'en juillet et août 2013, Lehel imite une victime après avoir compromis le récit de la victime . »

En mars 2016, la Roumanie approuve une extradition temporaire de 18 mois vers les États-Unis et Lehel est remis aux autorités américaines,. Depuis son extradition, Lehel est emprisonné à la prison d'Alexandria City , à Alexandria, en Virginie. Il comparut pour la première fois devant le tribunal américain le 1er avril 2016 .

### Réclamation concernant le serveur de messagerie d'Hillary Clinton
En mai 2016, un mois après son extradition vers les États-Unis et son emprisonnement en Virginie dans l'attente de son procès, Guccifer affirme avoir à plusieurs reprises piraté le serveur de messagerie d'Hillary Clinton. Cette réclamation a lieu alors que le FBI enquêtait sur l'utilisation par Clinton d'un serveur de messagerie privé alors qu'il est secrétaire d'État des États-Unis. Lehel affirme que le serveur est « comme une orchidée ouverte sur Internet »  et que « c'est facile... facile pour moi, pour tout le monde ».
Lehel n’a fourni aucune preuve de sa réclamation et les enquêteurs américains n’ont trouvé aucune preuve à l’appui de sa réclamation ,,. Les responsables américains ont également déclaré que si Lehel avait obtenu des informations des serveurs de Clinton, il les aurait publiées, comme il l'avait fait lorsqu'il avait eu accès à d'autres personnalités connues , telles que Sidney Blumenthal  et George W Bush. Selon un rapport du FBI, Lehel a déclaré au cours de son interrogatoire qu'il avait menti à FOX News en affirmant qu'il avait piraté le serveur de messagerie de Clinton. Les enquêteurs ont déterminé que même s'il avait tenté d'accéder au serveur, aucune preuve solide ne permet de relier Lehel à cette tentative d'accès infructueuse.

### Défense contre les accusations américaines
Le 25 mai 2016, Lehel  alors âgé de 44 ans  plaide coupable devant un tribunal fédéral américain pour accès non autorisé à un ordinateur protégé et vol d'identité aggravé dans le cadre d'un accord avec les procureurs fédéraux.  

Selon un communiqué de presse du ministère de la Justice :
Dans un exposé des faits accompagnant son accord de plaider, Lehel admet qu'entre octobre 2012 et janvier 2014 au moins, il a délibérément obtenu un accès non autorisé à des e-mails personnels et à des comptes de médias sociaux appartenant à une centaine d'Américains, Informations personnelles et correspondance électronique de ses victimes. Parmi ses victimes figuraient un membre de la famille immédiate de deux anciens présidents américains, un ancien membre du Cabinet des États-Unis, un ancien membre de l'état-major interarmées américain et un ancien conseiller présidentiel, admet-il. Lehel admet que dans de nombreux cas, il avait publiquement publié [sic] la correspondance privée de ses victimes par courrier électronique, des informations médicales et financières et des photographies personnelles .

### Détermination de la peine
Le 1er septembre 2016, le juge de district américain James C. Cacheris a condamné Lazar à 52 mois de prison. Le juge déclare que le ministère de la Justice roumain demandé que Lazar soit renvoyé en Roumanie pour y terminer son service carcéral, avant d'être libéré sous condition en 2018 et de retourner en Amérique pour y purger sa peine d'emprisonnement.